# Smithia setulosa
Smithia setulosa es una especie de planta floral del género Smithia, categorizada en la tribu Dalbergieae, de la subfamilia Faboideae.

## Distribución
Especie nativa de Asia: India. Crece en el bioma tropical.

## Taxonomía
Fue descrita por Nicol Alexander Dalzell.
Tratamiento taxonómico
La especie aparece registrada y publicada en Hooker's J. Bot. Kew Gard. Misc. 3: 208 (1851).